# جف چیلرز
جف چیلرز (انگلیسی: Geoff Chilvers; ۳۱ ژانویهٔ ۱۹۲۵ – ۱۹۷۱ (۴۵−۴۶ سال)) بازیکن فوتبال اهل بریتانیا بود.
از باشگاه‌هایی که در آن بازی کرده‌است می‌توان به باشگاه فوتبال کریستال پالاس اشاره کرد.